# كرامبتون هودنيت (رواية)
كرامبتون هودنيت (بالإنجليزية: Crampton Hodnet)‏ هي رواية للكاتبة الإنجليزية باربرا بيم، نشرت عام 1958، عن دار نشر ماكميلان.